# Charis (djur)
Charis är ett släkte av fjärilar. Charis ingår i familjen Riodinidae.

## Bildgalleri

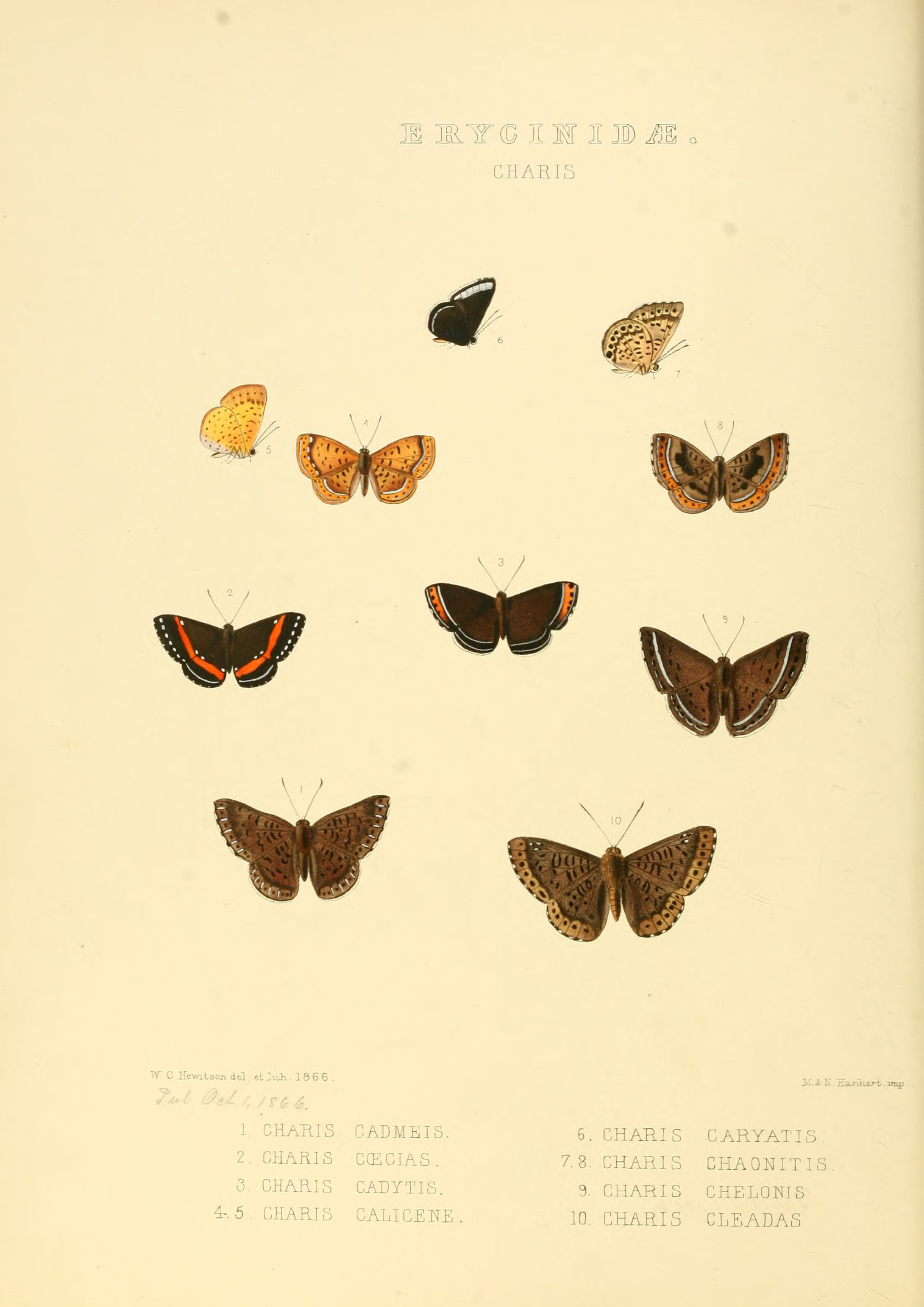

## Dottertaxa tillCharis, i alfabetisk ordning[1]
- Charis acanthoides
- Charis acantus
- Charis acroxantha
- Charis aerigera
- Charis alacer
- Charis albidisca
- Charis amastus
- Charis amphissa
- Charis ania
- Charis anius
- Charis aphanis
- Charis argyrea
- Charis cadytis
- Charis calligramma
- Charis candiope
- Charis caryatis
- Charis chelonis
- Charis chrysus
- Charis cleodora
- Charis cleonus
- Charis craspediodonta
- Charis dematria
- Charis estrada
- Charis flavicincta
- Charis gamelia
- Charis gyadis
- Charis gyas
- Charis gynaea
- Charis hermodora
- Charis hesiona
- Charis ismena
- Charis jessa
- Charis lasciva
- Charis major
- Charis myrtea
- Charis neglecta
- Charis ocellata
- Charis perimela
- Charis polypoecila
- Charis psaronius
- Charis psaros
- Charis spicata
- Charis stilbos
- Charis subtessellata
- Charis theodora
- Charis timaea
- Charis turrialbensis
- Charis virido
- Charis xanthosa
- Charis zama